# Baker Rocks
Baker Rocks är en kulle i Antarktis. Den ligger i Östantarktis. Nya Zeeland gör anspråk på området. Toppen på Baker Rocks är 760 meter över havet.
Terrängen runt Baker Rocks är huvudsakligen kuperad, men söderut är den bergig. Havet är nära Baker Rocks åt nordost. Trakten är obefolkad. Det finns inga samhällen i närheten.